# Meservey (Iowa)
Meservey est une ville du comté de Cerro Gordo, en Iowa, aux États-Unis. Elle est fondée en 1886, peu de temps après la construction d'une ligne de chemin de fer reliant Mason City et Fort Dodge. Meservey est incorporée le 24 août 1893. Meservey est le nom de deux frères qui étaient, à l'époque, employés du chemin de fer. La partie occidentale de la ville était à l'origine connue sous le nom de Kausville : celle-ci est finalement fusionnée avec Meservey mais est encore légalement connue sous le nom de Kausville Addition.

## Source de la traduction
- (en) Cet article est partiellement ou en totalité issu de l’article de Wikipédia en anglais intitulé « Meservey, Iowa » (voir la liste des auteurs).